# Malovídne
Malovídne (en (ucraïnès): Маловидне, en rus: Маловидное, Malovídnoie) és un poble de la República Autònoma de Crimea a Ucraïna, que el 2014 tenia 914 habitants. Pertany al districte de Bakhtxissarai. Fins al 1945 la vila es deia Ideix-Elí, i fins al 1962 Nagórnoie.

## Població
Segons les dades del 2001 la composició de la població de la vila de Malovídne d'acord amb la llengua que empren és la següent:
| Llengua  | %     |
| -------- | ----- |
| Rus      | 58,95 |
| Tàtar    | 26,04 |
| Ucraïnès | 6,87  |
| Altres   | 0,18  |